# Туктамыш
Туктамыш (тат. Туктамыш) — деревня в Высокогорском районе Республики Татарстан, в составе Ташлы-Ковалинского сельского поселения.

## География
Деревня находится на реке Тож, в 25 км к северо-востоку от районного центра, посёлка железнодорожной станции Высокая Гора.

## История
Первоисточники упоминают о деревне с 1599 года.
Название деревни произошло от антропонима «Туктамыш».
В сословном плане, в XVIII веке и вплоть до 1860-х годов, татарское население деревни причислялось к государственным крестьянам.
По данным переписей, население деревни увеличивалось с 39 душ мужского пола в 1782 году до 482 человек в 1926 году. В последующие годы численность населения деревни постепенно уменьшалась и в 2017 году составила 105 человек.
В «Списке населенных мест по сведениям 1859 года», изданном в 1866 году, населённый пункт упомянут как казённая деревня Токтамыш 2-го стана Казанского уезда Казанской губернии. Располагалась при безымянном ручье, по левую сторону большого торгового тракта из Казани в Уржум, в 35 верстах от губернского города Казани и в 29 верстах от становой квартиры в заштатном городе Арске. В деревне в 26 дворе жили 252 человека (121 мужчина и 131 женщина). Была мечеть.
По сведениям из первоисточников, в начале XX столетия в деревне существовали мечеть, мектеб.
Административно, до 1920 года деревня относилась к Казанскому уезду Казанской губернии, с 1965 года относится к Высокогорскому району Татарстана.

## Экономика и инфраструктура
Полеводство, животноводство; эти виды деятельности, а также некоторые промыслы являлись основными для жителей деревни также в XVIII-XIX столетиях.